# اسکار ملندو
اسکار ملندو (انگلیسی: Óscar Melendo؛ زادهٔ ۲۳ اوت ۱۹۹۷) بازیکن فوتبال اهل اسپانیا است.
از باشگاه‌هایی که در آن بازی کرده‌است می‌توان به باشگاه فوتبال اسپانیول اشاره کرد.
وی همچنین در تیم ملی فوتبال کاتالونیا بازی کرده‌است.